# 백은의 솔레이유
백은의 솔레이유(白銀のソレイユ)는 skyfish에서 2008년에 개발한 어덜트 게임이다. 게임의 내용은 북유럽 신화를 다루고 있다. 후속작은 2009년 작 강염의 솔레이유와 2010년 작 창궁의 솔레이유가 있다.

## 줄거리
주인공은 어느 한 유적에서 여전사와 계약을 한다. 그것으로 모든 어둠과 막는 세력의 전쟁이 시작된다. 주인공은 이제 뭘 해야 될 것인가?

## 등장인물
- 무라카미 류헤이 : 주인공. 솔 발키리와 계약을 한다. 그는 계약을 함과 동시에 베르세르크의 싸움과 휘말린다.
- 솔 발키리 : 유적에서 류헤이와 계약을 하게 된다. 그녀는 현실에서 하갈 발키리와 함께 구현되었다. 하갈 발키리와는 자아는 다르지만 한 몸을 공유한다.
- 하갈 발키리 : 솔 발키리가 깨어나면서 함께 계약을 했다. 류헤이가 원하는 대로 현모양처의 모습으로 구현되어 있다.
- 아사나미 미오리 : 주인공의 소꼽친구. 스토리상에서는 흑막에게 기생형 베르세르크에게 조종당하기도 한다. 나중에는 그녀도 발키리가 되어 싸운다.
- 쿠루시마 시호 : 미오리가 해외로 간 사이 온 전학생. 그리고 류헤이의 친구이기도 하다. 스토리상에서는 베르세르크를 대신해서 무언가를 모으고 있다. 마지막에는 융합되어 사라진다. 그러나 융합된 몸이 죽어가는 도중에 자신의 생명을 내 놓는다. 2부에서는 그녀가 살 방법을 찾게 된다.
- 무라카미 타마코
- 페이오스
- 호우죠 세츠나
- 지크루데
- 쿠키렌주로
- 카이라기 신고
- 호우죠 호우에
- 베르세르크 : 적 세력. 시호가 그들을 대신해서 무언가를 모아 주고 있다. 주인공을 공격해 어둠으로 덮을 거라는 목적이 있다.

## 제작진
- 원화 : 츠루기 하가네
- 시나리오 : 스로우닌/미나즈키
- 음악 : MANYO

## 같이 보기
- 발키리
- 북유럽 신화